# Negreira (Gerichtsbezirk)
Der Gerichtsbezirk Negreira ist einer der 14 Gerichtsbezirke in der Provinz A Coruña.
Der Bezirk umfasst 4 Gemeinden auf einer Fläche von 491,89 km² mit dem Hauptquartier in Negreira.

## Gemeinden
| Gemeinde                | Einwohner (2024) | Fläche km² | Dichte Einw./km² | Cod INE | Postleitzahl |
| ----------------------- | ---------------- | ---------- | ---------------- | ------- | ------------ |
| A Baña                  | 3.291            | 98,19      | 34               | 15007   | 15863        |
| Brión                   | 8.197            | 74,90      | 109              | 15013   | 15865        |
| Negreira                | 6.961            | 115,10     | 60               | 15056   | 15830        |
| Santa Comba             | 9.319            | 203,70     | 46               | 15077   | 15841        |
| Gerichtsbezirk Negreira | 27.768           | 491,89     | 56               | –       | –            |